# Las Cruces (Colombie)
Pour les articles homonymes, voir Las Cruces.
Las Cruces est un quartier de la ville de Bogota, en Colombie.

## Histoire
Dans les années 2010, les places de marché sont entre les mains de l'Institut pour l'économie sociale dont l'objectif est de rendre ces places productives en encourageant la participation des habitants du secteur où elles sont situées.

## Sites touristiques
- Fontaine de Garza (au centre du parc principal) ;
- Usine de billard El Dorado ;
- Platerías ;
- Première station-service de Bogota ;
- Banque de Colombie ;
- Siège d'Emaús ;
- Ancien bâtiment du Colegio del Rosario ;
- Paroisse de Nuestra Señora del Carmen - Las Cruces
- Maison du tramway ;
- Maison originale du groupe de rap La Etnnia 5-27 ;
- Maison natale de Jorge Eliécer Gaitán[2]